# Samantha Monaghan
Pour les articles homonymes, voir Monaghan (homonymie).
Pas d'image ? Cliquez ici

a Compétitions nationales et continentales officielles uniquement.

b Matchs officiels uniquement.
Dernière mise à jour le 3 août 2025.
Samantha Monaghan, née le 25 juin 1993 à New York (États-Unis), est une joueuse internationale irlandaise de rugby à XV qui évolue au poste de deuxième ligne. Elle joue en championnat d'Angleterre avec le club de Gloucester-Hartpury RFC. Elle est capitaine de l'équipe d'Irlande.

## Biographie
Née le 25 juin 1993 à New York aux États-Unis de parents irlandais, Sam Monaghan déménage en Irlande à l'âge de huit ans et grandit à Navan. Durant sa jeunesse, elle pratique d'abord le football gaélique. Elle est championne d'Irlande des moins de 16 ans avec l'équipe du comté de Meath. Elle déménage en Angleterre, près de Brighton. Ne trouvant évidemment pas de club de football gaélique sur place, elle essaie le rugby à XV au Lewes RFC surtout pour faire connaissance et se sociabiliser. Au bout de sa première saison, et au vu de ses qualités, ses entraineurs lui conseillent de prendre le rugby à XV plus sérieusement, ce qu'elle fait.
À la fin de la saison suivante, ses entraineurs la mettent en contact avec Giselle Maher, l'entraineuse des Wasps (en), qui lui propose un essai qui s'avère concluant.
En septembre 2021, elle devient internationale irlandaise contre l'Espagne, lors des qualifications pour la Coupe du monde, une première marquée par un carton jaune 14 minutes après être entrée en jeu et une défaite.
Ses performances durant le Tournoi des Six Nations 2022 lui valent de signer au Gloucester-Hartpury RFC. Sa première saison avec les Cherry and White se conclut par un titre national. Elle est nommée joueuse irlandaise de la saison et son club prolonge son contrat,.
Toutefois, l'Irlande termine à la dernière place du Six Nations 2023, ce que Sam Monaghan reconnait être « difficile mentalement ».
En octobre 2023, elle est sélectionnée pour disputer la troisième division de la première édition du WXV, à Dubaï. À cette occasion, elle est nommée co-capitaine de l'équipe, en compagnie d'Edel McMahon. Les Irlandaises remportent la compétition.
Au mois de janvier 2024, elle fait un malaise dans le vestiaire après un match contre les Saracens. Le corps médical diagnostique une commotion cérébrale qui n'a pas été repérée pendant la partie. Sam Monaghan passe alors deux mois sans jouer, deux mois qu'elle décrit comme très difficiles. Le protocole de retour progressif au jeu lui fait rater la première journée du Tournoi des Six Nations. Par la suite, sa saison se conclue par un nouveau titre avec Gloucester-Hartpury. Toutefois, elle se blesse grièvement au genou durant la finale, au point de devoir déclarer forfait pour le WXV, puis le Six Nations.
Après un an sans jouer, elle retrouve le terrain au mois de juillet 2025 contre l'Écosse, en match de préparation à la Coupe du monde.

## Palmarès

### En club
- Vainqueur du Championnat d'Angleterre en 2023 et 2024.

### En équipe nationale
- Vainqueur du WXV 3 en 2023.

### Distinctions personnelles
- Élue Joueuse irlandaise de l'année en 2023.